# Begonia archboldiana
Espèce
Begonia archboldiana est une espèce de plantes de la famille des Begoniaceae.
Elle a été décrite en 1943 par Elmer Drew Merrill (1876-1956) et Lily May Perry (1895-1992).

## Répartition géographique
Cette espèce est originaire de Nouvelle-Guinée.